# Elsie MacGill
Elizabeth Gregory Muriel „Elsie“ MacGill (* 27. März 1905 in Vancouver, Kanada; † 4. November 1980 in Cambridge, Massachusetts, USA), bekannt als die „Queen of the Hurricanes“, war die weltweit erste Flugzeugkonstrukteurin. Während ihrer Tätigkeit im Zweiten Weltkrieg als Luftfahrtingenieurin beim kanadischen Fahr- und Flugzeughersteller Canadian Car and Foundry (CC&F, auch „CanCar“) in Fort William (Ontario) bemühte sie sich, Kanadas Stellung auf dem Gebiet des Flugzeugbaus zu verbessern. Nach ihren Arbeitsjahren bei CC&F betrieb sie eine erfolgreiche Unternehmensberatungsgesellschaft. Von 1967 bis 1970 war MacGill eine Kommissarin der Royal Commission on the Status of Women in Kanada.
Am 8. Juni 2007 ehrte die kanadische Regierung, vertreten durch den für das Historic Sites and Monuments Board of Canada zuständigen Minister, Elsie MacGill für ihr Wirken auf dem Gebiet der Luftfahrttechnik sowie der Förderung der Gleichstellung der kanadischen Frau und erklärte sie zu einer „Person von nationaler historischer Bedeutung“.

## Kindheit, Jugend und Ausbildung
Elsie MacGill wurde am 27. März 1905 in Vancouver als Tochter von James Henry MacGill, einem in Vancouver bekannten Rechtsanwalt, und Helen Gregory MacGill, der ersten Richterin in British Columbia, geboren. Ihre Mutter war eine Verfechterin des Frauenwahlrechts. Ihre Schwester Helen MacGill Hughes (1903–1992) wurde Soziologin der Chicago-Schule. Elsie MacGill studierte Maschinenbau an der University of Toronto und war 1927 die erste kanadische Frau, die einen Abschluss als Elektroingenieur erhielt.
Nach dem Abschluss nahm sie eine Arbeit bei einer Firma in Pontiac, Michigan an. Dort begann sie ein Aufbaustudium der Luftfahrttechnik an der University of Michigan und schrieb sich im Herbst 1927 für das Master-of-Science-Programm in Ingenieurwissenschaften ein, um mit der Arbeit an Flugzeugbau und der Durchführung von Forschung und Entwicklung in den neuen Luftfahrteinrichtungen der Universität zu beginnen. Im Jahr 1929 schloss MacGill als erste Frau in Nordamerika und wahrscheinlich der Welt ihr Studium mit einem Master in Luftfahrttechnik ab.
Kurz vor ihrem Studienabschluss erkrankte MacGill an Polio und ihr wurde in Aussicht gestellt, wahrscheinlich für den Rest ihres Lebens auf einen Rollstuhl angewiesen zu sein. Sie weigerte sich, diese Einschränkung zu akzeptieren und lernte mit der Unterstützung von Metallstöcken zu laufen. Zur Finanzierung ihrer Doktorarbeit am Massachusetts Institute of Technology in Cambridge, Massachusetts schrieb sie Zeitschriftenartikel über Flugzeuge und den Flug.

## Karriere als Ingenieurin
1934 nahm sie eine Stelle als Assistenzingenieurin beim Flugzeugbauer Fairchild Aircraft in Montreal an. Im Jahr 1938 war sie die erste Frau, die als Fördermitglied in den Canadian Council of Professional Engineers gewählt wurde.
Mit ihrer Anstellung als leitende Luftfahrttechnikerin(/-ingenieurin) beim Fahr- und Flugzeughersteller Canadian Car and Foundry (CC&F) im selben Jahr war sie die erste Frau weltweit in einer solchen Position. Bei CC&F entwickelte und testete sie ein neues Schulflugzeug, die Maple Leaf Training II.
Die Maple Leaf wurde zuerst in CC&Fs Fabriken in Fort William (heute Thunder Bay) entwickelt und gebaut, wohin MacGill umgezogen war. Die Maple Leaf II wurde zwar nie bei den Streitkräften des Commonwealth eingesetzt, jedoch wurden zehn Stück (zwei davon fertig montiert, acht weitere zum Zusammenbau vor Ort) nach Mexiko verkauft, wo ihre Leistung in großer Höhe aufgrund der vielen hochgelegenen Flugplätze, die sie anfliegen mussten, wichtig war.
MacGills Rolle im Unternehmen änderte sich, als die Fabrik beauftragt wurde, das Hawker Hurricane-Jagdflugzeug für die Royal Air Force (RAF) zu bauen. Die Mitarbeiterzahl wuchs schnell von etwa 500 Arbeitern auf 4500 – davon die Hälfte Frauen – bei Kriegsende an. MacGills Hauptaufgabe während des größten Teils des Krieges war es, den Arbeitsablauf in der Produktion effizienter zu gestalten, da sich die Fabrikation rapide vergrößern musste. MacGill war auch für die Entwicklung von Möglichkeiten verantwortlich, die Flugzeuge im Winter verwenden zu können. Sie führte eine Enteisungssteuerung und ein System zum Anbringen von Skiern zur Landung im Schnee ein.

## Elsie MacGills Darstellung als „Queen of the Hurricanes“

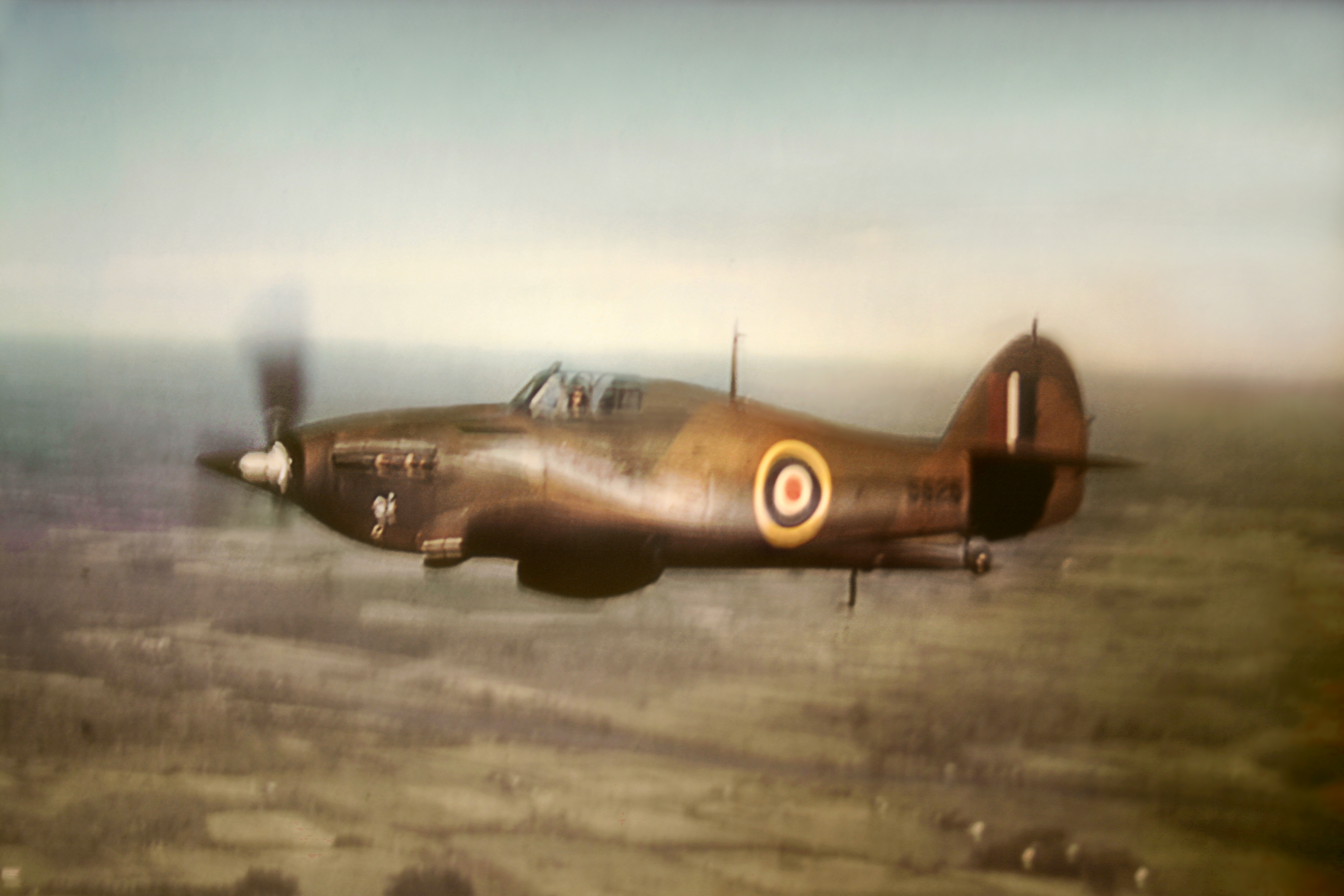
CC&F Hawker Hurricane X bei einem Testflug über Fort William, Ontario

Ihre Erfahrungen mit Factors affecting mass production of aeroplanes (Faktoren, die die Massenproduktion von Flugzeugen beeinflussen) fasste MacGill 1940 in einem Bericht zusammen. Als die Produktion im Jahr 1943 eingestellt wurde, hatte CC&F mehr als 1400 Hurricanes hergestellt. Ihre Rolle in dieser erfolgreichen Serienfertigung machte sie so bekannt, dass in den Vereinigten Staaten ein Comic über sie veröffentlicht wurde, das ihren inzwischen berühmten Spitznamen „Queen of the Hurricanes“ verwendete. Zahlreiche beliebte Geschichten wurden über sie auch in den Medien verbreitet, die die Faszination der Öffentlichkeit für diese Ingenieurin widerspiegelten.
Nach dem Ende der Produktion der Hurricanes suchte CC&F nach neuen Aufträgen und sicherte sich einen Vertrag mit der US-Marine über den Bau von SB2C Helldivers. Diese Produktion verlief allerdings nicht annähernd so glatt und ein fortgesetzter Strom kleinerer Änderungen durch Curtiss-Wright (die wiederum auch die US-Marine verlangte) bewirkten, dass der Beginn der Massenproduktion sich lange hinzog. Noch während dieses Projekts wurden MacGill und der Betriebsleiter E. J. (Bill) Soulsby entlassen. Anfangs gingen Gerüchte um, dass Soulsby sich gegenüber einer Gruppe leitender Offiziere, die eine Woche zuvor zu Besuch gewesen waren, barsch verhalten habe, später stellte sich aber heraus, dass eine Affäre zwischen den beiden der Grund für die Entlassungen war.
MacGill und Soulsby heirateten 1943 und zogen nach Toronto, wo sie eine Beratungsfirma für Luftfahrttechnik eröffneten. 1946 wurde MacGill als erste Frau technische Beraterin der International Civil Aviation Organization und half dort, internationale Luftsicherheitsregeln für die Entwicklung und Produktion von Verkehrsflugzeugen auszuarbeiten. 1947 wurde sie außerdem Vorsitzende der Kommission für Belastungsanalysen der Vereinten Nationen und damit die erste Frau, die jemals einer UN-Kommission vorsaß.

## Frauenrechte
MacGill veröffentlichte 1955 eine Biographie über ihre Mutter unter dem Titel Meine Mutter, die Richterin: Eine Biographie von Richterin Helen Gregory MacGill. Die Arbeit ihrer Mutter und Großmutter in der Suffragettenbewegung regte sie an, mehr und mehr Zeit für die Frauenrechte in den 1960ern aufzuwenden.
Von 1962 bis 1964 fungierte sie als Präsidentin der Canadian Federation of Business and Professional Women's Club. 1967 wurde sie in die Royal Commission on the Status of Women in Canada berufen und war Co-Autorin des 1970 veröffentlichten Gutachtens über die Stellung der Frau in Kanada. In einem separaten Bericht legte sie diejenigen ihrer Ansichten dar, die vom Großteil der Mitglieder der Kommission abwichen. Zum Beispiel befürwortete sie eine Liberalisierung der Abtreibungsgesetze und wollte, dass Abtreibung gänzlich aus dem Strafgesetzbuch gestrichen wird.
Sie war ebenfalls Mitglied des Ontario Status of Women Committee, eine Tochtergesellschaft des National Action Committee on the Status of Women. Für ihre Arbeit wurde sie 1971 mit dem Order of Canada ausgezeichnet.

## Späteres Leben
Nach kurzer Krankheit starb MacGill am 4. November 1980 in Cambridge, Massachusetts. Anlässlich ihres Todes beschrieb Shirley Allen, ein kanadisches Mitglied der amerikanischen Pilotinnenvereinigung Ninety Nines, sie als brillante Denkerin und außergewöhnliche Kanadierin, die sich weder durch Geschlecht noch Behinderung davon abhalten ließ, ihre Fähigkeiten in den Dienst der Gemeinschaft und ihres Landes zu stellen („She had a brilliant mind and was recognized as an outstanding Canadian woman. Neither gender nor disability prevented her from using her talents to serve her community and country.")

## Zitate
Über ihre Aufnahme eines Ingenieurstudiums: Meine Anwesenheit in den Ingenieurseminaren der Universität von Toronto erregte 1923 etwas Aufsehen.
Obwohl ich nie selbst Fliegen gelernt habe, habe ich die Piloten auf allen Testflügen aller Fluggeräte, an denen ich mitgearbeitet habe, begleitet – sogar die gefährlichen ersten Flüge.
MacGill sagte einmal: Ich habe viele Auszeichnungen als Ingenieurin erhalten, aber ich hoffe, dass man sich auch als Förderin der Rechte von Frauen und Kindern an mich erinnert.

## Auszeichnungen
MacGills Bericht Faktoren, die die Massenproduktion von Flugzeugen beeinflussen gewann 1941 die Gzowski-Medaille des Engineering Institute of Canada. Im März 1953 machte sie die American Society of Women Engineers zum Ehrenmitglied und ernannte sie zur Frau des Jahres. Damit ging diese Auszeichnung zum ersten Mal an jemanden außerhalb der Vereinigten Staaten. Sie wurde 1967 von der kanadischen Regierung mit der Centennial Medal ausgezeichnet, 1975 von den Ninety Nines mit der Amelia Earhart Medal und 1979 von der Ontario Association of Professional Engineers mit ihrer Goldmedaille. 1983 wurde sie in Kanadas Hall of Fame der Luftfahrt aufgenommen und 1992 bei ihrer Gründung in die Canadian Science and Engineering Hall of Fame in Ottawa.
Seit 2009 verleiht eine kanadische Untergruppe der Ninety Nines jährlich an herausragende Frauen in der Luft- und Raumfahrt den Elsie MacGill Northern Light Award.